# UFC 18
UFC 18: Road to the Heavyweight Title（ユーエフシー・エイティーン：ロード・トゥ・ザ・ヘヴィウェイト・タイトル）は、アメリカ合衆国の総合格闘技団体「UFC」の大会の一つ。1999年1月8日、ルイジアナ州ニューオーリンズのポンチャートレインセンターで開催された。

## 大会概要
メインイベントでは、バス・ルッテンが高阪剛にTKO勝ちを収めた。セミファイナルで行われたUFC世界ライト級（後のウェルター級）タイトルマッチでは、王者パット・ミレティッチが挑戦者ジョルジ・パチーユ・マカコを降し、王座の初防衛に成功した。
本大会から、「The Ultimate Fighting Championship」に代わり「UFC」がロゴマークや実況アナウンサー及び解説者において初めて使用された。
バス・ルッテン、エヴァン・タナーがUFCに初出場した。

## 試合結果
第1試合 ライト級 15分1R
○  ラバーン・クラーク vs.  フランク・カレッシ ×
1R 6:52 ギブアップ（グラウンドパンチ）
第2試合 ミドル級 15分1R
○  エヴァン・タナー vs.  ダレル・ゴーラー ×
1R 7:57 チョークスリーパー
第3試合 ライト級 15分1R
○  マイキー・バーネット vs.  タウンセンド・ソーンダース ×
1R終了 判定3-0
第4試合 ミドル級 15分1R
○  ティト・オーティズ vs.  ジェリー・ボーランダー ×
1R 14:31 TKO（ドクターストップ：カット）
第5試合 ヘビー級 15分1R
○  ペドロ・ヒーゾ vs.  マーク・コールマン ×
1R終了 判定2-1
第6試合 UFC世界ライト級タイトルマッチ 21分1R
○  パット・ミレティッチ vs.  ジョルジ・パチーユ・マカコ ×
1R終了 判定3-0
※ミレティッチが王座の初防衛に成功
第7試合 ヘビー級 15分1R
○  バス・ルッテン vs.  高阪剛 ×
1R 14:15 TKO（レフェリーストップ：スタンドパンチ連打）